# チルターン・レイルウェイズ

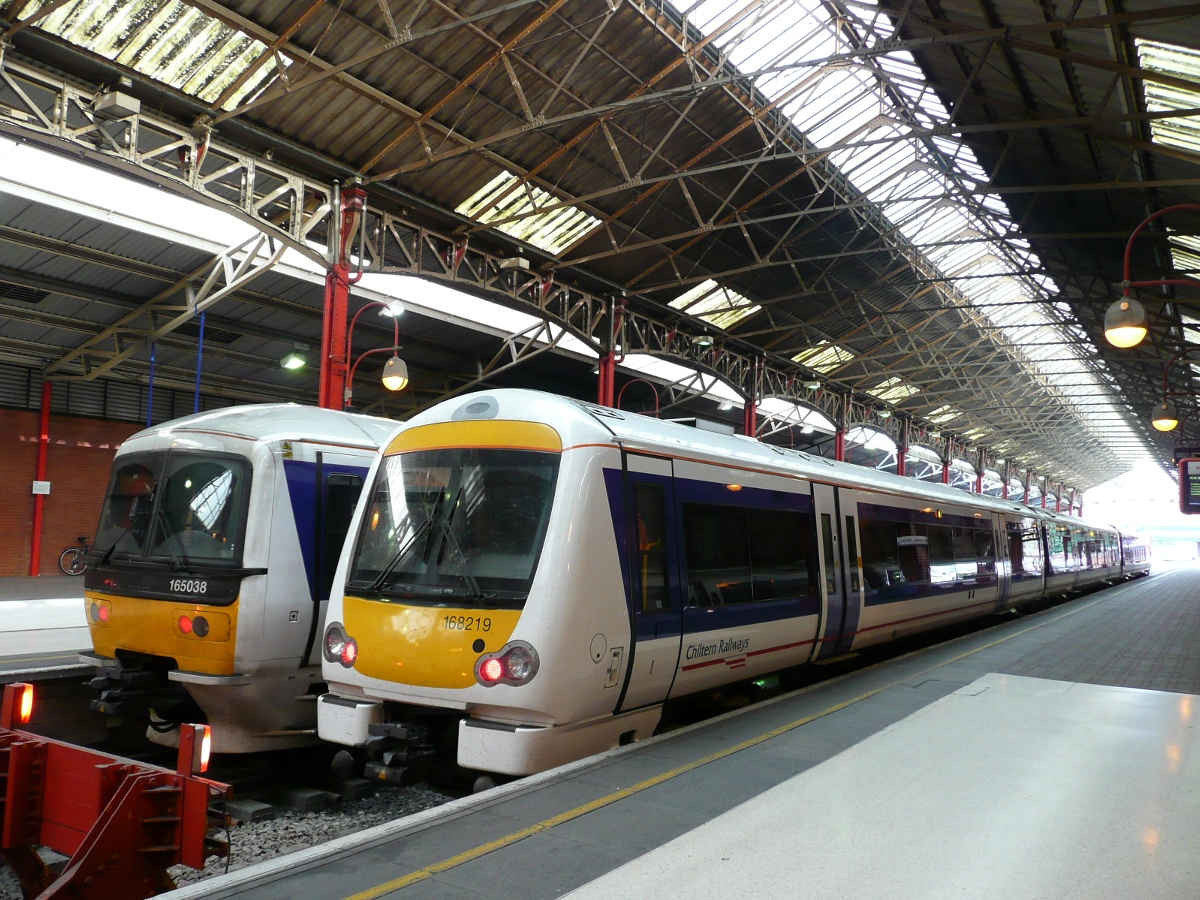
168系と165系（メリルボーン駅）

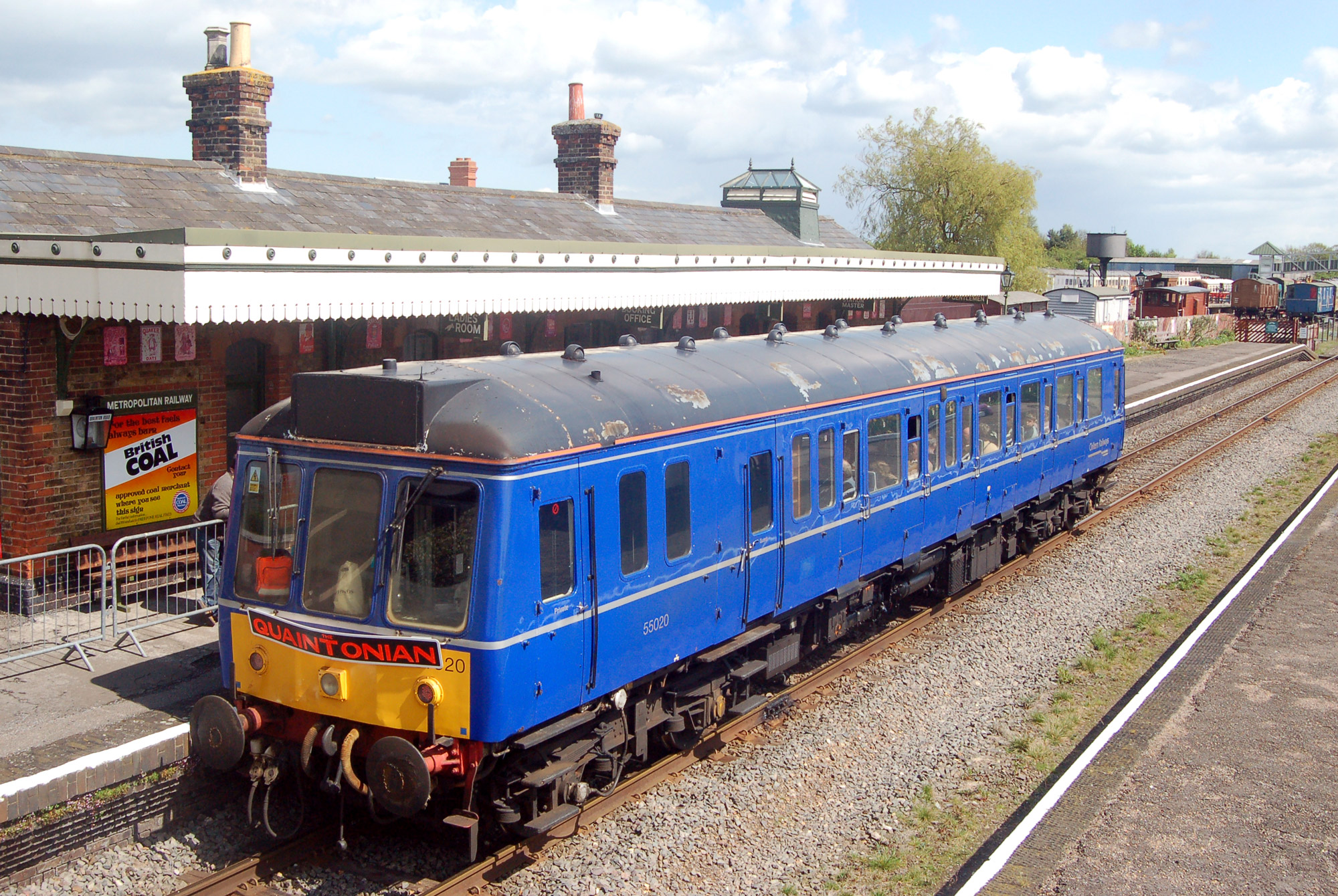
スラムドア気動車121系（2017年引退）

チルターン・レイルウェイズ（Chiltern Railways）は、イギリスの列車運行会社のひとつで、ロンドンとバーミンガムを結ぶ列車を運行している。国鉄民営化により1996年に発足し、ナショナル・レールに含まれる。ロンドンのターミナル駅は、メリルボーン駅。

## 主な路線
- メリルボーン - バーミンガム・スノーヒル線
- メリルボーン - アイルズベリー線
- メリルボーン - ジェラード・クロス線
- プリンス・リスバラ - アイルズベリー線
- レミントン・スパ - ストラトフォード＝アポン＝エイヴォン線
- ビスター・ヴィレッジ - オックスフォード線

## 電子チケットサービス
チルターン・レイルウェイズは、「E-day Tickets」と言う携帯電話を使った電子チケットサービスを行っている。これは、インターネット上の公式サイトで切符を購入すると、バーコード付きのメールが携帯電話に送信され、そのバーコードを自動改札のバーコードリーダーにかざすと改札を通過できるというものである。また、運賃も安く設定されている。このような携帯電話を使った電子チケットサービスはイギリスでは初めてで、サービスの利用者は2007年6月に10,000人を突破した。